# Bretislav III de Bohême
Pour les articles homonymes, voir Bretislav.
Bretislav III de Bohême (en Jindřich Břetislav) fut évêque de Prague de 1182 à 1197 et duc de Bohême de 1193 à 1197.

## Biographie
Bretislav III Jindřich, est le fils du prince Jindřich (mort en 1169), fils cadet de Vladislav Ier. Après de brillantes études aux universités de Paris, il fut nommé prévôt du chapitre de chanoines de Vyšehrad, près de Prague et reçut en 1182 le diaconat des mains de son cousin l’archevêque de Salzbourg Adalbert de Bohême. Élu dans le courant de la même année évêque de Prague, il se rendit à Mayence afin d’y recevoir l’investiture impériale (→ province ecclésiastique de Mayence). Il fut ordonné prêtre le 22 mai et sacré évêque le lendemain. En 1187 par la faveur des Hohenstaufen il obtient l'indépendance de fait avec le titre de prince du Saint-Empire.
En 1192, Ottokar Ier de Bohême avait pris la tête du duché de Bohême. Il entre rapidement en conflit avec l'empereur Henri VI du Saint-Empire qui le prive de sa couronne dès juin 1193 à la diète de Worms. Dans les querelles familiales qui déchiraient la dynastie, Bretislav soutenait Ottokar le fils du roi Vladislav II de Bohême. Il s'engagea vis-à-vis de l'empereur sans pouvoir tenir sa promesse à verser pour compte d'Ottokar Ier et de son frère Vladislav III de Bohême devenu marquis de Moravie la somme de 6 000 écus.
L'empereur qui avait arrêté Brestislav III sur le chemin d'un pèlerinage à Compostelle et le retint quasi prisonnier à sa cour. Il le dispensa du paiement du tribut et le désigna en août 1193 lors de la diète de Worms comme duc à la place d'Ottokar, qui est abandonné par la noblesse.
Le duc évêque doit conquérir la Bohême par les armes car son cousin refusait la sentence. Il s'installe à Prague avant Noël et chasse de Moravie en 1195 Vladislav III Jindřich pour installer dans cette province des princes acquis à sa cause.
Le nouveau duc participa également à une campagne impériale en Misnie où son armée commet des violences et des pillages même contre les biens de l’Église. Il fut sur le point de participer à la croisade décidée à la diète de Worms en décembre 1195 mais celle-ci fut remise à 1197 et il meurt à Egra le 15 juin de cette même année, après une longue maladie.

## Sources
- Francis Dvornik, Les Slaves histoire, civilisation de l'Antiquité aux débuts de l'Époque contemporaine, Paris, éditions du Seuil, 1970, 1196 p..
- Jörg K. Hoensch et Françoise Laroche (traduction) (trad. de l'allemand), Histoire de la Bohême : des origines à la révolution de velours, Paris, Éditions Payot, 1995, 523 p. (ISBN 2-228-88922-9), p. 71-73.
- Pavel Bělina, Petr Čornej et Jiří Pokorný (trad. du tchèque), Histoire des Pays tchèques, Paris, Éditions du Seuil, coll. « Points Histoire U 191 », 1995, 510 p. (ISBN 2-02-020810-5)
- (de) Europäische Stammtafeln, vol. 3, Francfort-sur-le-Main, Vittorio Klostermann, Gmbh, 2004 (ISBN 3-465-03292-6), Die Herzoge von Böhmem I und die Fürsten von Mähren (Die Przemysliden)  Tafel 55.
- (en) Nora Berend, Przemyslaw Urbanczyk et Przemislaw Wiszewski, Central Europa in the High Middle Ages. Bohemia -Hungary and Poland c.900-c.1300, Cambridge, Cambridge University Press, 2013, 546 p. (ISBN 978-0-521-78695-9), p. 376,385